# 安倍派5人衆
安倍派5人衆（あべはごにんしゅう）とは、清和政策研究会（安倍派）において、2022年7月の安倍晋三の死後、森喜朗が後継者として取り上げたことで派閥の中枢幹部と目されるようになった松野博一、西村康稔、萩生田光一、高木毅、世耕弘成の5人のこと。2024年1月19日に安倍派は解散の方針を決定し、2025年6月25日付で正式に解散した。

## 5人衆
| 氏名       | 生年月日               | 出身地         | 初当選 | 当選回数         | 政務ポスト                                                      | 党ポスト                       |
| ---------- | ---------------------- | -------------- | ------ | ---------------- | --------------------------------------------------------------- | ------------------------------ |
| 松野博一   | 1962年9月13日（62歳）  | 千葉県木更津市 | 2000年 | 衆院9回          | 第85・86代内閣官房長官 第21代文部科学大臣                       |                                |
| 西村康稔   | 1962年10月15日（62歳） | 兵庫県明石市   | 2003年 | 衆院8回          | 第29代経済産業大臣 第24代内閣府特命担当大臣（経済財政政策担当） |                                |
| 萩生田光一 | 1963年8月31日（61歳）  | 東京都八王子市 | 2003年 | 衆院7回          | 第27・28代経済産業大臣 第25・26代文部科学大臣                   | 第61代自由民主党政務調査会長   |
| 高木毅     | 1956年1月16日（69歳）  | 福井県敦賀市   | 2000年 | 衆院8回          | 第5代復興大臣                                                   | 第58代自由民主党国会対策委員長 |
| 世耕弘成   | 1962年11月9日（62歳）  | 大阪府大阪市   | 1998年 | 参院5回・衆院1回 | 第22・23代経済産業大臣                                          | 自由民主党参議院幹事長         |

## 沿革

### 2022年

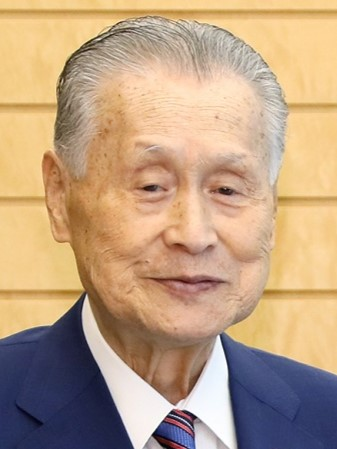
5人衆を仕立て上げた森喜朗

2022年7月8日、清和政策研究会会長の安倍晋三が第26回参院選の遊説中、奈良市で殺害された。
同年7月10日、参議院議員選挙執行。この日の夜、森喜朗は風呂場で倒れ、集中治療室に救急車で運ばれた。集中治療室に入りながらも森は回復し、月刊誌『正論』の取材に応じた。そして安倍の後継問題について「少なくとも2年か、3年のうちに、5人のうちで自然に序列が決まっていく」と語った。5人とはすなわち、松野博一、西村康稔、萩生田光一、高木毅、世耕弘成であった。
同年7月11日に幹部らが協議し、会派の呼称に「安倍」の名を残すことを確認した。7月13日には、当面は会長職を置かずに空席のままとし、会長代理の塩谷立と下村博文のほか、松野、西村、萩生田、高木、世耕の7人による世話人会を設置し、集団指導体制で運営する方針が決められた。7月21日、事件後初となる総会が党本部で開催され、派閥名称を変えないことや後任の派閥会長は空席とすることなどが正式に決定された。
同年8月1日、『正論』9月号が発売。前述の「5人のうちで自然に序列が決まっていく」との談話が掲載され、森は記事の中で「みんなの一致していることは、下村博文だけは排除しようということ」と暴露した。この頃から松野らは森のお墨付きのもと「安倍派5人衆」と称されるようになる。
同年8月3日、岸田文雄首相は森、自民党参議院議員元会長の青木幹雄、党選対委員長の遠藤利明、党組織運動本部長の小渕優子と港区虎ノ門のホテル「The Okura Tokyo」の日本料理店で会食。森は内閣改造に触れ、岸田に「安倍さんの遺志もあり、5人をそれぞれ輝く存在にしてやってほしい」と伝えた。特に萩生田、西村の要職起用を求めた。8月10日、第2次岸田第1次改造内閣が発足。岸田は、萩生田を自民党政調会長に抜擢し、萩生田の後任の経済産業大臣に西村を充てた。これに伴い、西村は安倍派の事務総長を退任。8月25日、後任に高木が就いた。

### 2023年
2023年2月20日、北國新聞は隔週の連載記事「総理は語る」を更新。初めて登場した森喜朗は、安倍の後継候補として、萩生田、世耕、松野、西村、高木の5人をそれぞれ論評。萩生田を「総合力は最も高い」と褒めた。3月23日、森は「どこかで誰か一人、代表を決めなければならない」と都内の会合で述べ、再び5人の名前を挙げた。そして投票やくじ引きで決める案に言及した。翌3月24日夜、森は5人を都内のホテルに呼び、食事をしながら派閥の運営などについて意見を交わした。
同年5月26日、『月刊Hanada』7月号が発売され、西村、萩生田、世耕のそれぞれのインタビュー記事が掲載された。西村は「総理になる準備はいつもしている」、萩生田は「安倍派をまとめながら前に進みます」、世耕は「国の舵取りに携わってみたい」と気炎を上げた。
同年6月26日、5人衆は銀座の料亭「新ばし 金田中」に集まった。世耕が「これからは5人で派閥を仕切っていく。固めの杯（さかずき）を交わそう」と切り出した。お銚子とお猪口を5人分頼み、日本酒を飲み干した。高木は事務総長の立場から「塩谷さんには俺が代表して伝えに行くよ」と言った。そして「こういうとき、お猪口は持って帰らないといけないのでは」と思い付いた。仲居に「それは勘弁してください」と断られたが、ともかくも5人の契りは交わされた。6月28日、西村は都内で行った講演で「皆さんの理解が得られれば、ぜひ総裁選に挑戦したい」と語った。
同年7月6日、自民党本部で安倍派の幹事会が開かれ、塩谷が「一周忌が終わった後、しっかりと議論をし、会長を1人に決めるべきだと考えている」と提案。この意見に下村も賛同したが、世耕が「新体制については『5人衆』で決めたい」と反対した。高木も「5人衆による運営がいちばん良い。任せてほしい」と言った。そこへ松島みどりや稲田朋美から異議を唱える声が上がった。「5人衆って？ マスコミが言っているだけじゃないの」
同日夜、5人衆は、パレスホテル東京の料理店で8日後に86歳を迎える森の誕生日会を開いた。森は「なかなかまとまらないな。何とかならんのか」と言った。宴は2時間前後に及び、森を見送ったあと、所用のあった西村を除く4人は同じホテルのバーに繰り出した。「俺らも腹をくくなきゃいけない。常任幹事会をつくって5人で仕切ろう」と一人が言うと、他の者も同調した。
その後、西村と松野がそれぞれ森を訪ね、安倍派の新体制について話をした。西村は機会があればぜひ総裁選に出たいと告げた。森が、萩生田と感情的なしこりはあるのかと尋ねると、西村は「ありません」と答えた。塩谷を当面の座長に立て、それを5人が支える方針がまとまり、森は8月7日付の北國新聞で「塩谷座長案」をいち早く明かした。さらに同じ記事で「二人（注・西村と萩生田）は絶対ケンカをしちゃいけない。二人が協力すれば、二人にとっても清和会にとっても必ずプラスになります」と語った。同年8月31日、安倍派の総会が開かれ、塩谷を座長とし、常任幹事会15人による集団指導体制を敷くことが正式に決まった。森の意向により、下村は外された。
同年11月26日、北國新聞に「総理は語る」第24回が掲載される。森はインタビューに対し次のように語った。「5人には『次の選挙までに決めろ』と言っていますが、会長が決まりそうな雰囲気はありません。西村さんなのか萩生田さんなのか早く誰かが覚悟と責任を示すべきです」「このままだと結局、私がわざと会長を決めるのを先延ばししているんじゃないかと邪推されるんです。会長不在の方が森は影響力を発揮しやすいだろう、などと思われるのは大変心外です」

同年12月1日、朝日新聞が、自民党5派閥が開いた政治資金パーティーをめぐる問題で、安倍派が、所属議員が販売ノルマを超えて集めた分の収入を裏金として議員側にキックバックする運用を組織的に続けてきた疑いがあるとスクープした。安倍派は2018～2022年に毎年1回パーティーを開き、計6億5884万円の収入を政治資金収支報告書に記載している。一方、収入・支出のいずれにも記載していない裏金の総額は直近5年間で1億円を超えるとされ（のちに5億円に修正）、共同通信は「実際のパーティー収入は少なくとも8億円前後に膨らむ可能性がある」と報じた。
同年12月3日、明治大学出身の萩生田は、国立競技場で開催されたラグビーの早明戦を森とともに貴賓席で観戦した。12月5日、西村と世耕と森はパレスホテル東京の日本料理店で2時間半にわたり会食した。この席には高木も参加予定だったが「週刊文春につけられているみたいだ」とおびえ、急遽キャンセルした。12月8日、参議院予算委員会で蓮舫は5日の会食に言及。蓮舫が西村に「口裏合わせをしたのでは」と指摘すると、西村は「口裏合わせなど一切行っておりません！」と語気を荒げて否定した。
同年12月9日、安倍派座長の塩谷と5人衆の萩生田、松野、西村、高木、世耕の安倍派の中枢幹部の6人全員が直近5年間でそれぞれ1千万円超～約100万円の裏金のキックバックを派閥から受け、政治資金収支報告書に記載していない疑いがあることが明らかとなった。
同年12月14日、岸田首相は安倍派所属の閣僚4人、副大臣5人を事実上更迭した。5人衆のうちの残りの萩生田と高木と世耕も党要職を解かれた。
同年12月24日までに東京地検特捜部は塩谷、松野、高木、世耕を任意で事情聴取した。12月26日、萩生田からも任意で事情聴取していたことが報道により判明した。立件の可能性が浮上し、官邸の間では合言葉のように「パンツが防衛ライン。そこを突破されると北陸グループの頂点（森喜朗）にも影響があるかもしれない」とささやかれた。塩谷、松野、高木、世耕、萩生田の5人は特捜部に対し口をそろえて、「ノルマを超えた金額が還付されていることは知っていたが、パーティー収入の一部が派閥側の収支報告書に記載されていないことは知らなかった」と話した。12月29日、特捜部が西村にも任意で事情聴取していたことが明らかとなった。

### 2024年
2024年1月13日、東京地検特捜部は5人衆の松野、西村、萩生田、高木、世耕、および事務総長経験者の下村博文について、議員への還流分などが派閥の収支報告書にどう記載されていたかまで把握しておらず、安倍派の会計責任者との共謀は認められないとして立件を見送る方向で調整していると、NHKなどが報じた。この報道を受け、同日午後、X（旧ツイッター）の国内トレンドワードで「安倍派幹部の立件断念」が1位となった。世耕の近畿大学理事長辞任などを求める団体交渉要求書を大学側に提出していた同大学教職員組合は、立件見送りはありえないとし、「（その結果として）世耕が理事長を続けるのであれば本組合は断固抗議する」と表明した。
同年1月19日、安倍派は派閥解散の方針を決定した。
同日、東京地検特捜部は安倍派5人衆、塩谷、下村の7人について政治資金規正法違反容疑での立件を断念した。1月26日、市民団体「検察庁法改正に反対する会」は7人について、検察審査会に職権で審査するよう申し立てた。検察審査会は同日付で5人衆らに関する審査申し立てを受理した。
同年2月1日、安倍派は最後の議員総会を開いた。
同年4月4日、自民党は事件に関係した安倍派、二階派の議員ら計39人の処分を決定し、発表した。処分を受けて世耕は同日、離党届を提出し、受理された。5人衆のそれぞれの処分の内容は以下のとおり。
- 世耕弘成 - 離党勧告
- 西村康稔 - 1年間の党員の資格停止
- 高木毅 - 6か月の党員の資格停止
- 松野博一 - 1年間の党の役職停止
- 萩生田光一 - 1年間の党の役職停止

同年10月9日、自民党は第50回衆議院議員選挙の第1次公認候補として、小選挙区265人、比例代表14人の計279人の擁立を発表し、事件に関係した現職と元職のうち12人を非公認とした。非公認とした者の中に萩生田、西村、高木も含まれた。
一方、世耕は10月5日に会見で和歌山県第2区で次期衆院選へ鞍替え出馬をすることを表明。和歌山2区では既に自民党が二階俊博の三男である二階伸康を擁立することを決定しており、保守分裂選挙となった。
10月27日の投開票の結果、自民党の公認を受けた松野と、非公認となった萩生田、西村は強い逆風の中、小選挙区で当選。また、世耕も二階らを破り当選した。福井2区は自民党の元議員である山本拓が無所属で出馬したことにより保守分裂選挙となり、高木は落選した。